# Chrześcijański Uniwersytet Robotniczy im. ks. kardynała Stefana Wyszyńskiego
Chrześcijański Uniwersytet Robotniczy im. ks. kardynała Stefana Wyszyńskiego został powołany w 1984 przez, między innymi, Kazimierza Jancarza i Jana Franczyka. Funkcjonował na terenie Parafii św. Maksymiliana Marii Kolbego w Krakowie do 1987 roku.

## Historia
Pomysłodawcą powołania Uniwersytetu był ks. Kazimierz Jancarz, który pełnił funkcję opiekuna i kanclerza. Rektorem był Jan L. Franczyk. Celem przedsięwzięcia było zaktywizowanie i dokształcenie robotników, aby w największych zakładach pracy miasta działało więcej osób zdolnych do animacji społecznej i działalności patriotycznej. Jednak wśród słuchaczy znaleźli się studenci, uczniowie klas maturalnych i nauczyciele. Wykłady prowadzili profesorowie Uniwersytetu Jagiellońskiego, Papieskiej Akademii Teologicznej oraz innych uczelni z całej Polski, a także politycy i działacze związkowi. Między innymi: Tomasz Gąsowski, Ryszard Terlecki, Andrzej Chwalba, Jerzy Zdrada, Jacek Baluch, Barbara Niemiec, Jan Andrzej Kłoczowski, o. Jacek Stożek (cysters), o. Paweł Młynarz (cysters), Józefa Hennelowa, Stefan Wilkanowicz, Tomasz Fijałkowski, Jerzy Surdykowski.  
Zajęcia odbywały się w drugą sobotę miesiąca przez 2 lata (4 semestry) na dolnym poziomie Kościoła św. Maksymiliana Kolbego w Krakowie. Wykładano podstawy filozofii, katolickiej nauki społecznej, prawa, pedagogiki, historii i kultury oraz zagadnień ekonomiki. Po roku działalności, na życzenie słuchaczy, program zajęć poszerzono o wykłady z zakresu etyki i życia duchowego. W ostatnich latach działalności uczestnicy otrzymywali indeksy. Uniwersytet zakończył działalność w 1987 roku, a przez cały okres działalności studiowało na nim ponad 500 osób.  
Po roku działalności (1985) otwarto na jego bazie dwa podobne ośrodki: przy klasztorze oo. Karmelitów na Piasku i w parafii św. Józefa na Podgórzu. 